# Rei Zulu (lutador)
Casimiro de Nascimento Martins, conhecido por Rei Zulu, (São Luís, 9 de junho de 1947) é um lutador de vale-tudo brasileiro especialista na luta tradicional maranhense Tarracá. É pai do também ex-lutador Zuluzinho.
Rei Zulu ficou famoso por viajar o Brasil inteiro, desafiando lutadores do Brasil e de outras partes do mundo. Em 1980, depois de 17 anos de competição, Rei Zulu havia apenas sido finalizado por Euclides Pereira por uma guilhotina após aproximadamente 150 lutas, conforme alegações. Foi então que, Rei Zulu lançou um desafio à família Gracie para provar quem era o melhor lutador de vale-tudo do Brasil.
O invicto Rickson Gracie lutou com Rei Zulu em um combate televisionado histórico no Brasil. Em uma luta dura, Rei Zulu perdeu para Rickson Gracie por finalização. Em um reencontro poucos anos depois, Rei Zulu foi derrotado novamente por finalização. Porém, no dia 30 de Novembro de 1984 Rei Zulu alcançou sua maior vitória sobre o competidor Sérgio Batarelli, lutador de kickboxing, no evento JJ vs MA-Jiu-Jitsu vs Martial Arts.
Rei Zulu já era considerado uma figura lendária em MMA (Mixed Martial Arts) e continuava a lutar. Em 1990, foi derrotado por nocaute por James Adler. Em 6 de Abril de 2000 no Piauí, Brasil, em um combate televisionado, Rei Zulu, com 55 anos de idade, perdeu para o lutador de Kung Fu Wellington Dourado. Rei Zulu perdeu o combate quando foi empurrado, por Wellington para fora do rigue, batendo a sua cabeça no chão e desmaiando. Tendo posteriormente Zulu alegado que isso foi ilegal e Wellington deveria ser desqualificado.
Porém Rei Zulu continuou a lutar, pois esta é a unica profissão que ele conhecia. Em 2007, aos 62 anos, Rei Zulu teve três lutas no Brasil e venceu todas elas por nocaute. Ele também foi instrutor de seu filho Zuluzinho.
Em 7 de Fevereiro de 2008, em uma entrevista para Sherdog.com, Rei Zulu disse que vai continuar a lutar. Ele espera ainda lutar com antigos lutadores americanos como Skip Hall (MMA), e o campeão de pesos pesados da UFC Dan Severn, um dos poucos lutadores que ultrapassaram a marca de 100 lutas (91-16-7).
Em 6 de Julho de 2008, Rei Zulu, aos 63 anos, perdeu por desclassificação no 1º round para Santos Samurai no Desafio de Giantes 10 no Brasil.

## Rei Zulu X Rickson Gracie: O maior clássico do vale-tudo mundial
A família Gracie estava apreensiva pela primeira vez em uma luta de um membro da família, seu pai e seu irmão Rolls não queriam que ele lutasse, Rolls que era até então o melhor lutador Gracie queria ir no lugar do irmão mais novo, Rolss foi naquela época, um lutador avançado para seu tempo, pois não era somente faixa preta em Jiu-Jitsu, mas também em Muay Thai e tinha noção de várias outras lutas, era completo, sabia lutar no chão e em pé com a mesma eficiência, excelência que só nos dias atuais foi descoberto pelos demais lutadores.
O temido e famoso Rei Zulu até então estava invicto há 150 lutas, saia pelo Brasil em caravana para desafiar os lutadores das cidades por onde passava. Com a importância crescente de Rickson, somente Rei Zulu poderia silenciá-lo, então foi organizado a luta para se provar qual arte marcial era superior.
A PRIMEIRA LUTA: Antes do combate histórico começar, no ringue, Rei Zulu debochava de Rickson Gracie imitando uma galinha, era uma alusão ao fato do Gracie ser jovem, franzino e um “anão” perto dele. A primeira luta ocorreu em Brasília em meio a um público ensandecido, foi um vale-tudo autêntico, infelizmente a gravação da luta foi perdida, sobrando apenas fotos achadas recentemente e que foram publicadas na revista “Gracie Magazine n.90” que traz logo na capa Rickson acertando cotovelada no pescoço de Zulu. Com isso podemos ter a dimensão que todos que viram a luta falam, que foi uma luta realmente selvagem e a mais difícil tanto de Rickson quanto de Zulu, segundo eles próprios… Logo no começo da luta Gracie desfere uma joelhada em Zulu, quebrando-lhe os dentes, Zulu no seu vigor de 1,90 m e quase 100 kg, mesmo sangrando muito continua na luta como se nada tivesse acontecido e consegue jogar Rickson Gracie 3 vezes para fora do ringue, há uma foto (página 32) em que Rei Zulu desfere um violento golpe nas costas de Rickson e este cai fora do ringue, o público vai a loucura. Há também aquelas que mostram Rickson já nas costas acertando cotoveladas e outra socando nas costas (página 33).
Por fim, o inimaginável aconteceu, o Grande Rei Zulu não era imbatível e conheceu a sua primeira derrota para um menino de 20 anos, Rickson vence por mata-leão, mas a luta continua entre o público pró- Jiu-Jitsu e Pró Luta-Livre, houve quebradeira dentro e fora do ginásio.
A SEGUNDA LUTA: Na revanche, Rickson tenta derrubar o oponente e cair por cima, mas devido a força de Rei Zulu, este ergue e atira Rickson violentamente de costas no chão, Rickson Gracie passou toda luta por baixo, mas, ativo na guarda presa pra impedir os golpes do ativo Zulu, que tentava se desvencilhar, dar cabeçadas, cotoveladas, socos e estrangular Rickson com os dedos, golpes estes sempre frustrados pela técnica defensiva de Rickson.
Enquanto isso, Rickson Gracie prendendo Rei Zulu na guarda, desferia golpes com os calcanhares nos rins de Zulu até que conseguiu escorregar e segurar Zulu, aplicando-lhe um mata-leão, algo que como sua marca registrada, finalizando assim a luta campal.
OBS: Atualmente, Rei Zulu, uma lenda do vale-tudo, aos 62 anos de idade, continua a lutar torneios e desafios principalmente no interior do estado do Maranhão para garantir o seu sustento e de sua família, Zulu disse em entrevista para o site Sherdog que Rickson Gracie foi o melhor lutador que ele enfrentou em toda a sua carreira, e que gostaria de vê-lo lutando com Zuluzinho: “da mesma forma que eu dei uma chance ao Rickson quando ele era um 'menino', gostaria que ele desse uma oportunidade ao meu filho”. Antes da extinção do PRIDE, Rei Zulu acompanhava seu filho Zuluzinho em suas lutas e estava sendo cogitada a sua luta de aposentadoria neste evento.

## Tarracá
Durante muito tempo Rei Zulu foi considerado no mundo das artes marciais mistas como um "brawler", termo usado nos Estados Unidos para designar um lutador que não possui um estilo, um brigador que vai para a luta apenas com coragem e agressividade, sem apresentar técnicas especificas de qualquer arte marcial.
Mas anos mais tarde, Rei Zulu revelara em entrevista que aprendeu com seu pai o seu estilo de luta e que o transmitiu ao seu filho o também lutador Zuluzinho, estilo de luta que chama-se tarracá, um tipo de luta tradicional do Estado do Maranhão, muito popular na região do Pindaré e na baixada maranhense.

## Carreira MMA (incompleto)
Rei Zulu teve uma longa carreira no vale-tudo, e antes do duelo emblemático com Rickson Gracie, Rei Zulu vinha de uma invencibilidade de 17 anos em 150 lutas, mas devido a falta de informações precisas, não foi possível montar completamente o seu cartel.
| Total         | Total   | 2 Vitórias | 8 Derrotas |
| ------------- | ------- | ---------- | ---------- |
| 167 lutas     | Nocaute | 4          | 3          |
| Finalização   | 1       | 3          |            |
| Decisão       | 0       | 2          |            |
| Outros        | 150     | 2          |            |
| Empate        | 0       | 0          |            |
| Sem Resultado | 0       | 0          |            |

| Resultado | Cartel  | Oponente                                      | Método | Evento                                                                      | Data                   | Assalto                      | Tempo   | Local                    | Notas |
| --------- | ------- | --------------------------------------------- | --- | --------------------------------------------------------------------------- | ---------------------- | ---------------------------- | ------- | ------------------------ | ----- |
| Derrota   | 157-11  | Brasil Mestre Gato                            | Chave de braço | Evento independente: Mirinzal - MA                                          | 14/02/2009             | 2                            |         |                          |       |
| Derrota   | 157-10  | Santos Samurai                                | Desqualificação | DDG-Desafio de Gigantes 10                                                  | 07/06/2008             | 1                            |         | Macapá, Amapá, Brasil    |       |
| Vitória   | 156-9   | Mestre Cándido                                | Imobilização | Evento Independente                                                         | 07/02/2007             | 2                            |         | João Pessoa - PB         |       |
| Vitória   | 155-9   | oponente desconhecido                         | KO | Evento Independente                                                         | ??/??/2007             | 1                            |         |                          |       |
| Vitória   | 154-9   | Evaristo de Olivira                           | TKO (Golpes) | Ginásio Castelinho: Zulu Combat 1                                           | 20/01/2007             | 1                            | 0:28    | São Luis-Maranhão-Brasil |       |
| Vitória   | 153-9   | Brasil Mestre Barros (Kung Fu)                | KO | Evento indepentente em em Parnaíba-PI                                       | ??/??/2001             |                              |         |                          |       |
| Derrota   | 152-9   | Wellington Dourado                            | TKO (Caiu fora do ringue) | Ginásio Verdão: Evento Independente                                         | 06/04/2000             | ??                           | ??      | Teresina-Piauí-Brasil    |       |
| Derrota   | 152-8   | Enson Inoue                                   | KO (Cotovelada) | Shooto-Reconquista 2                                                        | 06/04/1997             | 1                            | 0:45    |                          |       |
| Derrota   | 152-7   | Yohan Waggner                                 | Finalização (Estrangulamento) | BVF 4 - Circuito de Lutas 7                                                 | 01/08/1996             |                              |         |                          |       |
| Derrota   | 152-6   | Ebenezer Fontes Braga                         | ?? | FDB 1 – Freestyle de Belém 1                                                | 01/07/1996             | ??                           | ??      | Belém, Pará, Brasil      |       |
| Derrota   | 152-5   | Pedro "The Pedro" Otavio                      | Desqualificação | Desafio Internacional de Vale Tudo                                          | 28/08/1995             | 1                            | 11:54   |                          |       |
| Vitória   | 152-4   | Paulo Rossi                                   | KO (Chute na cabeça) | Evento Independente                                                         | ??/??/1991             |                              |         |                          |       |
| Derrota   | 151-4   | James Adler                                   | KO | Vale-tudo                                                                   | ??/??/1990             |                              |         |                          |       |
| Derrota   | 151-3   | James Adler                                   | KO | Vale-tudo                                                                   | ??/??/1990             |                              |         |                          |       |
| Vitória   | 151-2   | Sérgio Batarelli                              | TKO (Estrangulamento) | JJ vs MA - Jiu-Jitsu vs Martial Arts                                        | 30/11/1984             | 1                            | 2:24    |                          |       |
| Derrota   | 150-2   | Rickson Gracie                                | TKO (Mata-leão) | Evento Independente                                                         | 01/01/1984             | 1                            | N/D     |                          |       |
| Derrota   | 150-1   | Rickson Gracie                                | TKO (Mata-leão) | Evento Independente                                                         | 25/04/1980             | 1                            | 11:55   |                          |       |
|           | Vitória | 149-0                                         | Adegard Câmara Fiorentino "Touro Moreno" | vitória transformada em empate pelo juiz amigo do adversário.               | Ginásio Wilson Freitas | 01/06/1971                   | 6 round |                          |       |
| Vitória   | 148-0   | "Rambo" (Nome desconhecido)                   | TKO (Estrangulamento) | Evento Independente: Estádio Nhozinho Santos - MA                           | ??/??/1984             | ?                            |         |                          |       |
| Vitória   | 147-0   | Prof. João Pedro                              | Vitória por desclassificação. Prof. João Pedro jogou um pó branco no rosto de Zulu. | Evento independente: ASSERCA de Presidente Dutra MA                         | ??/??/1999             | ?                            |         |                          |       |
| Vitória   | 146-0   | Júlio Cesar " O Sansão"                       | KO (Rei Zulu pegou Julio Cesar pelos Cabelos, rodando e jogando-o no chão, depois finalizou com golpes) | Evento Independente                                                         | ??/??/????             | ?                            |         |                          |       |
| Vitória   | 145-0   | Dadier (Nome desconhecido)                    | TKO ( Dadier leva um tapa na têmpora e desiste de continuar a luta) | Evento Independente: Ginásio do FTC em Feira de Santana                     | ??/??/????             | ?                            |         |                          |       |
| Vitória   | 144-0   | Professor de Karatê (Nome desconhecido        | KO | Evento Independente: Estádio Gigantinho - RS                                | ??/??/1987             | ?                            |         |                          |       |
| Vitória   | 143-0   | Professor de taekwondo (Nome desconhecido     | KO | Evento Independente: Teresópolis tênis clube - Porto Alegre - RS            | ??/??/1987             | ?                            |         |                          |       |
| Vitória   | 142-0   | Cícero Araújo Ribeiro (Juijtsu)               | KO | Evento Independente: Maranhão                                               | ??/??/1967             | ?                            |         |                          |       |
| Vitória   | 141-0   | "Brasão" (Nome desconhecido)                  | KO (mandou o adversário para o Hospital com a clavícula quebrada) | Evento Independente                                                         | 09/06/1984             | ?                            |         |                          |       |
| Vitória   | 140-0   | "Tigre" (Nome desconhecido)                   | KO | Evento Independente em Vitória.                                             | ??/??/????             | ?                            |         |                          |       |
| Vitória   | 139-0   | Professor Matos.                              | KO | Evento Independente em Uberlândia - MG                                      | ??/??/????             | ?                            |         |                          |       |
| Vitória   | 138-0   | "Japônes" (Nome desconhecido)                 | KO | Evento Independente no Paraná.                                              | ??/??/????             | ?                            |         |                          |       |
| Vitória   | 137-0   | "King Kong" (Nome desconhecido)               | TKO (desistiu da luta depois de 10 segundos, após levar um tapa do Rei Zulu) | Evento Independente em Natal - RN                                           | ??/??/????             | ?                            |         |                          |       |
| Vitória   | 136-0   | "Metralha" (Nome desconhecido)                | KO | Evento Independente no Ginásio do Círculo                                   | ??/??/????             | ?                            |         |                          |       |
| Vitória   | 135-0   | "Hulk" (Nome desconhecido)                    | KO (Após ser massacrado no segundo Round, não voltou para o terceiro) | Evento Independente no Ginásio de Esportes Constâncio Vieira - Aracajú - SE | ??/??/????             | 2                            |         |                          |       |
| Vitória   | 134-0   | "Cavaleiro fantasma" (Nome desconhecido)      | TKO (No intervalo do 9º round cavaleiro alegou ter sido agredido e pediu suspensão da luta. Houve confusão e o público ameaçou invadir) | Evento Independente no ginásio Gigantinho _Porto Alegre - RS                | 15/05/1987             | 9                            |         |                          |       |
| Vitória   | 133-0   | Marciano (sobrenome desconhecido)             | KO | Evento Independente em Caxias do Sul -RG                                    | ??/??/1987             | 3                            |         |                          |       |
| Vitória   | 132-0   | oponente desconhecido da Cidade de Canoas -RS | KO | Evento Independente na cidade de Canoas - RS                                | ??/??/1987             | ?                            |         |                          |       |
| Vitória   | 131-0   | "Ringo" (Nome desconhecido)                   | KO (Após uma série de golpes, foi jogado para fora do ringue, tendo que ser socorrido. Saiu de maca do evento) | Evento Independente em Passo Fundo - RS                                     | ??/??/1987             | 1                            |         |                          |       |
| Vitória   | 130-0   | "Braço-de-ferro" (nome desconhecido)          | KO | Evento Independente                                                         | ??/??/????             | 1                            |         |                          |       |
| Vitória   | 129-0   | "Búfalo Bill" (nome desconhecido)             | KO | Evento Independente Ginásio Olímpico Clube -Manaus                          | ??/08/????             | ?                            |         |                          |       |
| Vitória   | 128-0   | "Ricardão" (sobrenome desconhecido)           | KO | Evento Independente no Ginásio do CIEC - Manaus                             | 04/08/????             | ?                            |         |                          |       |
| Vitória   | 127-0   | Gustavo "Mr. Guto" (sobrenome desconhecido)   | KO (derrubou o oponente, montou e desferiu uma série de socos que fez a equipe de Mr. Guto jogar a toalha) | Evento Independente no Ginásio de Esportes Avertino Ramos.                  | ??/??/????             | 2                            |         |                          |       |
| Vitória   | 126-0   | "Apolo Demolidor" (Nome desconhecido)         | KO | Evento Independente no Círculo Militar do Paraná.                           | ??/??/????             | ?                            |         |                          |       |
| Vitória   | 125-0   | J.Cristo                                      | KO (Vários chutes tiro de meta que jogaram J. Cristo para fora do ringue) | Evento Independente: Ginásio Costa Rodrigues - MA                           | ??/??/1983             | 1 round (cerca de 4 minutos) |         |                          |       |
| Vitória   | 124-0   | Celso ( jiujitero)                            | KO | Evento Independente: no ginásio do antigo Promove em BH - MG                | ??/??/1984             | ?                            |         |                          |       |
| Vitória   | 123-0   | Camassola (primeiro nome desconhecido)        | KO | Evento Independente: Rio Grande do Sul.                                     | ??/??/1984             | ?                            |         |                          |       |
| Vitória   | 122-0   | Wilson "Boi"                                  | KO | Evento Independente: no Atlético Rio Negro Clube - AM                       | ??/??/????             | ?                            |         |                          |       |
| Vitória   | 121-0   | Baiano (Nome desconhecido)                    | TKO (Após vários golpes do rei Zulu o lutador se mostrou incapaz de continuar, porém a luta continuou e o juiz pediu várias vezes se ele queria parar. No fim o Juiz parou a luta dando a vitória ao Rei Zulu) | Evento Independente na em Salvador - Bahia                                  | ??/??/198?             | ?                            |         |                          |       |
| Vitória   | 120-0   | Fernando "Transformador"                      | KO (durante a luta o " Transformador ficou circulando ao redor do Rei Zulu que chegou a se ajoelhar e dar o rosto para o oponente atacar e iniciar o combate. Zulu conseguiu agarra o pé e derrubar o oponente, depois fez a montada e lhe desferiu vários golpes no rosto. na sequência, se levantou e chutou o oponente. Terminando a luta) | Evento Independente em Uberlândia- MG                                       | ??/??/198?             | ?                            |         |                          |       |
| Vitória   | 119-0   | oponente desconhecido                         | ? | Evento Independente                                                         | ??/??/????             | ?                            |         |                          |       |
| Vitória   | 118-0   | oponente desconhecido                         | ? | Evento Independente                                                         | ??/??/????             | ?                            |         |                          |       |
| Vitória   | 117-0   | oponente desconhecido                         | ? | Evento Independente                                                         | ??/??/????             | ?                            |         |                          |       |
| Vitória   | 116-0   | oponente desconhecido                         | ? | Evento Independente                                                         | ??/??/????             | ?                            |         |                          |       |
| Vitória   | 115-0   | oponente desconhecido                         | ? | Evento Independente                                                         | ??/??/????             | ?                            |         |                          |       |
| Vitória   | 114-0   | oponente desconhecido                         | ? | Evento Independente                                                         | ??/??/????             | ?                            |         |                          |       |
| Vitória   | 113-0   | oponente desconhecido                         | ? | Evento Independente                                                         | ??/??/????             | ?                            |         |                          |       |
| Vitória   | 112-0   | oponente desconhecido                         | ? | Evento Independente                                                         | ??/??/????             | ?                            |         |                          |       |
| Vitória   | 111-0   | oponente desconhecido                         | ? | Evento Independente                                                         | ??/??/????             | ?                            |         |                          |       |
| Vitória   | 110-0   | oponente desconhecido                         | ? | Evento Independente                                                         | ??/??/????             | ?                            |         |                          |       |
| Vitória   | 109-0   | oponente desconhecido                         | ? | Evento Independente                                                         | ??/??/????             | ?                            |         |                          |       |
| Vitória   | 108-0   | oponente desconhecido                         | ? | Evento Independente                                                         | ??/??/????             | ?                            |         |                          |       |
| Vitória   | 107-0   | oponente desconhecido                         | ? | Evento Independente                                                         | ??/??/????             | ?                            |         |                          |       |
| Vitória   | 106-0   | oponente desconhecido                         | ? | Evento Independente                                                         | ??/??/????             | ?                            |         |                          |       |
| Vitória   | 105-0   | oponente desconhecido                         | ? | Evento Independente                                                         | ??/??/????             | ?                            |         |                          |       |
| Vitória   | 104-0   | oponente desconhecido                         | ? | Evento Independente                                                         | ??/??/????             | ?                            |         |                          |       |
| Vitória   | 103-0   | oponente desconhecido                         | ? | Evento Independente                                                         | ??/??/????             | ?                            |         |                          |       |
| Vitória   | 102-0   | oponente desconhecido                         | ? | Evento Independente                                                         | ??/??/????             | ?                            |         |                          |       |
| Vitória   | 101-0   | oponente desconhecido                         | ? | Evento Independente                                                         | ??/??/????             | ?                            |         |                          |       |
| Vitória   | 100-0   | oponente desconhecido                         | ? | Evento Independente                                                         | ??/??/????             | ?                            |         |                          |       |
| Vitória   | 99-0    | oponente desconhecido                         | ? | Evento Independente                                                         | ??/??/????             | ?                            |         |                          |       |
| Vitória   | 98-0    | oponente desconhecido                         | ? | Evento Independente                                                         | ??/??/????             | ?                            |         |                          |       |
| Vitória   | 97-0    | oponente desconhecido                         | ? | Evento Independente                                                         | ??/??/????             | ?                            |         |                          |       |
| Vitória   | 96-0    | oponente desconhecido                         | ? | Evento Independente                                                         | ??/??/????             | ?                            |         |                          |       |
| Vitória   | 95-0    | oponente desconhecido                         | ? | Evento Independente                                                         | ??/??/????             | ?                            |         |                          |       |
| Vitória   | 94-0    | oponente desconhecido                         | ? | Evento Independente                                                         | ??/??/????             | ?                            |         |                          |       |
| Vitória   | 93-0    | oponente desconhecido                         | ? | Evento Independente                                                         | ??/??/????             | ?                            |         |                          |       |
| Vitória   | 92-0    | oponente desconhecido                         | ? | Evento Independente                                                         | ??/??/????             | ?                            |         |                          |       |
| Vitória   | 91-0    | oponente desconhecido                         | ? | Evento Independente                                                         | ??/??/????             | ?                            |         |                          |       |
| Vitória   | 90-0    | oponente desconhecido                         | ? | Evento Independente                                                         | ??/??/????             | ?                            |         |                          |       |
| Vitória   | 89-0    | oponente desconhecido                         | ? | Evento Independente                                                         | ??/??/????             | ?                            |         |                          |       |
| Vitória   | 88-0    | oponente desconhecido                         | ? | Evento Independente                                                         | ??/??/????             | ?                            |         |                          |       |
| Vitória   | 87-0    | oponente desconhecido                         | ? | Evento Independente                                                         | ??/??/????             | ?                            |         |                          |       |
| Vitória   | 86-0    | oponente desconhecido                         | ? | Evento Independente                                                         | ??/??/????             | ?                            |         |                          |       |
| Vitória   | 85-0    | oponente desconhecido                         | ? | Evento Independente                                                         | ??/??/????             | ?                            |         |                          |       |
| Vitória   | 84-0    | oponente desconhecido                         | ? | Evento Independente                                                         | ??/??/????             | ?                            |         |                          |       |
| Vitória   | 83-0    | oponente desconhecido                         | ? | Evento Independente                                                         | ??/??/????             | ?                            |         |                          |       |
| Vitória   | 82-0    | oponente desconhecido                         | ? | Evento Independente                                                         | ??/??/????             | ?                            |         |                          |       |
| Vitória   | 81-0    | oponente desconhecido                         | ? | Evento Independente                                                         | ??/??/????             | ?                            |         |                          |       |
| Vitória   | 80-0    | oponente desconhecido                         | ? | Evento Independente                                                         | ??/??/????             | ?                            |         |                          |       |
| Vitória   | 79-0    | oponente desconhecido                         | ? | Evento Independente                                                         | ??/??/????             | ?                            |         |                          |       |
| Vitória   | 78-0    | oponente desconhecido                         | ? | Evento Independente                                                         | ??/??/????             | ?                            |         |                          |       |
| Vitória   | 77-0    | oponente desconhecido                         | ? | Evento Independente                                                         | ??/??/????             | ?                            |         |                          |       |
| Vitória   | 76-0    | oponente desconhecido                         | ? | Evento Independente                                                         | ??/??/????             | ?                            |         |                          |       |
| Vitória   | 75-0    | oponente desconhecido                         | ? | Evento Independente                                                         | ??/??/????             | ?                            |         |                          |       |
| Vitória   | 74-0    | oponente desconhecido                         | ? | Evento Independente                                                         | ??/??/????             | ?                            |         |                          |       |
| Vitória   | 73-0    | oponente desconhecido                         | ? | Evento Independente                                                         | ??/??/????             | ?                            |         |                          |       |
| Vitória   | 72-0    | oponente desconhecido                         | ? | Evento Independente                                                         | ??/??/????             | ?                            |         |                          |       |
| Vitória   | 71-0    | oponente desconhecido                         | ? | Evento Independente                                                         | ??/??/????             | ?                            |         |                          |       |
| Vitória   | 70-0    | oponente desconhecido                         | ? | Evento Independente                                                         | ??/??/????             | ?                            |         |                          |       |
| Vitória   | 69-0    | oponente desconhecido                         | ? | Evento Independente                                                         | ??/??/????             | ?                            |         |                          |       |
| Vitória   | 68-0    | oponente desconhecido                         | ? | Evento Independente                                                         | ??/??/????             | ?                            |         |                          |       |
| Vitória   | 67-0    | oponente desconhecido                         | ? | Evento Independente                                                         | ??/??/????             | ?                            |         |                          |       |
| Vitória   | 66-0    | oponente desconhecido                         | ? | Evento Independente                                                         | ??/??/????             | ?                            |         |                          |       |
| Vitória   | 65-0    | oponente desconhecido                         | ? | Evento Independente                                                         | ??/??/????             | ?                            |         |                          |       |
| Vitória   | 64-0    | oponente desconhecido                         | ? | Evento Independente                                                         | ??/??/????             | ?                            |         |                          |       |
| Vitória   | 63-0    | oponente desconhecido                         | ? | Evento Independente                                                         | ??/??/????             | ?                            |         |                          |       |
| Vitória   | 62-0    | oponente desconhecido                         | ? | Evento Independente                                                         | ??/??/????             | ?                            |         |                          |       |
| Vitória   | 61-0    | oponente desconhecido                         | ? | Evento Independente                                                         | ??/??/????             | ?                            |         |                          |       |
| Vitória   | 60-0    | oponente desconhecido                         | ? | Evento Independente                                                         | ??/??/????             | ?                            |         |                          |       |
| Vitória   | 59-0    | oponente desconhecido                         | ? | Evento Independente                                                         | ??/??/????             | ?                            |         |                          |       |
| Vitória   | 58-0    | oponente desconhecido                         | ? | Evento Independente                                                         | ??/??/????             | ?                            |         |                          |       |
| Vitória   | 57-0    | oponente desconhecido                         | ? | Evento Independente                                                         | ??/??/????             | ?                            |         |                          |       |
| Vitória   | 56-0    | oponente desconhecido                         | ? | Evento Independente                                                         | ??/??/????             | ?                            |         |                          |       |
| Vitória   | 55-0    | oponente desconhecido                         | ? | Evento Independente                                                         | ??/??/????             | ?                            |         |                          |       |
| Vitória   | 54-0    | oponente desconhecido                         | ? | Evento Independente                                                         | ??/??/????             | ?                            |         |                          |       |
| Vitória   | 53-0    | oponente desconhecido                         | ? | Evento Independente                                                         | ??/??/????             | ?                            |         |                          |       |
| Vitória   | 52-0    | oponente desconhecido                         | ? | Evento Independente                                                         | ??/??/????             | ?                            |         |                          |       |
| Vitória   | 51-0    | oponente desconhecido                         | ? | Evento Independente                                                         | ??/??/????             | ?                            |         |                          |       |
| Vitória   | 50-0    | oponente desconhecido                         | ? | Evento Independente                                                         | ??/??/????             | ?                            |         |                          |       |
| Vitória   | 49-0    | oponente desconhecido                         | ? | Evento Independente                                                         | ??/??/????             | ?                            |         |                          |       |
| Vitória   | 48-0    | oponente desconhecido                         | ? | Evento Independente                                                         | ??/??/????             | ?                            |         |                          |       |
| Vitória   | 47-0    | oponente desconhecido                         | ? | Evento Independente                                                         | ??/??/????             | ?                            |         |                          |       |
| Vitória   | 46-0    | oponente desconhecido                         | ? | Evento Independente                                                         | ??/??/????             | ?                            |         |                          |       |
| Vitória   | 45-0    | oponente desconhecido                         | ? | Evento Independente                                                         | ??/??/????             | ?                            |         |                          |       |
| Vitória   | 44-0    | oponente desconhecido                         | ? | Evento Independente                                                         | ??/??/????             | ?                            |         |                          |       |
| Vitória   | 43-0    | oponente desconhecido                         | ? | Evento Independente                                                         | ??/??/????             | ?                            |         |                          |       |
| Vitória   | 42-0    | oponente desconhecido                         | ? | Evento Independente                                                         | ??/??/????             | ?                            |         |                          |       |
| Vitória   | 41-0    | oponente desconhecido                         | ? | Evento Independente                                                         | ??/??/????             | ?                            |         |                          |       |
| Vitória   | 40-0    | oponente desconhecido                         | ? | Evento Independente                                                         | ??/??/????             | ?                            |         |                          |       |
| Vitória   | 39-0    | oponente desconhecido                         | ? | Evento Independente                                                         | ??/??/????             | ?                            |         |                          |       |
| Vitória   | 38-0    | oponente desconhecido                         | ? | Evento Independente                                                         | ??/??/????             | ?                            |         |                          |       |
| Vitória   | 37-0    | oponente desconhecido                         | ? | Evento Independente                                                         | ??/??/????             | ?                            |         |                          |       |
| Vitória   | 36-0    | oponente desconhecido                         | ? | Evento Independente                                                         | ??/??/????             | ?                            |         |                          |       |
| Vitória   | 35-0    | oponente desconhecido                         | ? | Evento Independente                                                         | ??/??/????             | ?                            |         |                          |       |
| Vitória   | 34-0    | oponente desconhecido                         | ? | Evento Independente                                                         | ??/??/????             | ?                            |         |                          |       |
| Vitória   | 33-0    | oponente desconhecido                         | ? | Evento Independente                                                         | ??/??/????             | ?                            |         |                          |       |
| Vitória   | 32-0    | oponente desconhecido                         | ? | Evento Independente                                                         | ??/??/????             | ?                            |         |                          |       |
| Vitória   | 31-0    | oponente desconhecido                         | ? | Evento Independente                                                         | ??/??/????             | ?                            |         |                          |       |
| Vitória   | 30-0    | oponente desconhecido                         | ? | Evento Independente                                                         | ??/??/????             | ?                            |         |                          |       |
| Vitória   | 29-0    | oponente desconhecido                         | ? | Evento Independente                                                         | ??/??/????             | ?                            |         |                          |       |
| Vitória   | 28-0    | oponente desconhecido                         | ? | Evento Independente                                                         | ??/??/????             | ?                            |         |                          |       |
| Vitória   | 27-0    | oponente desconhecido                         | ? | Evento Independente                                                         | ??/??/????             | ?                            |         |                          |       |
| Vitória   | 26-0    | oponente desconhecido                         | ? | Evento Independente                                                         | ??/??/????             | ?                            |         |                          |       |
| Vitória   | 25-0    | oponente desconhecido                         | ? | Evento Independente                                                         | ??/??/????             | ?                            |         |                          |       |
| Vitória   | 24-0    | oponente desconhecido                         | ? | Evento Independente                                                         | ??/??/????             | ?                            |         |                          |       |
| Vitória   | 23-0    | oponente desconhecido                         | ? | Evento Independente                                                         | ??/??/????             | ?                            |         |                          |       |
| Vitória   | 22-0    | oponente desconhecido                         | ? | Evento Independente                                                         | ??/??/????             | ?                            |         |                          |       |
| Vitória   | 21-0    | oponente desconhecido                         | ? | Evento Independente                                                         | ??/??/????             | ?                            |         |                          |       |
| Vitória   | 20-0    | oponente desconhecido                         | ? | Evento Independente                                                         | ??/??/????             | ?                            |         |                          |       |
| Vitória   | 19-0    | oponente desconhecido                         | ? | Evento Independente                                                         | ??/??/????             | ?                            |         |                          |       |
| Vitória   | 18-0    | oponente desconhecido                         | ? | Evento Independente                                                         | ??/??/????             | ?                            |         |                          |       |
| Vitória   | 17-0    | oponente desconhecido                         | ? | Evento Independente                                                         | ??/??/????             | ?                            |         |                          |       |
| Vitória   | 16-0    | oponente desconhecido                         | ? | Evento Independente                                                         | ??/??/????             | ?                            |         |                          |       |
| Vitória   | 15-0    | oponente desconhecido                         | ? | Evento Independente                                                         | ??/??/????             | ?                            |         |                          |       |
| Vitória   | 14-0    | oponente desconhecido                         | ? | Evento Independente                                                         | ??/??/????             | ?                            |         |                          |       |
| Vitória   | 13-0    | oponente desconhecido                         | ? | Evento Independente                                                         | ??/??/????             | ?                            |         |                          |       |
| Vitória   | 12-0    | oponente desconhecido                         | ? | Evento Independente                                                         | ??/??/????             | ?                            |         |                          |       |
| Vitória   | 11-0    | oponente desconhecido                         | ? | Evento Independente                                                         | ??/??/????             | ?                            |         |                          |       |
| Vitória   | 10-0    | oponente desconhecido                         | ? | Evento Independente                                                         | ??/??/????             | ?                            |         |                          |       |
| Vitória   | 9-0     | oponente desconhecido                         | ? | Evento Independente                                                         | ??/??/????             | ?                            |         |                          |       |
| Vitória   | 8-0     | oponente desconhecido                         | ? | Evento Independente                                                         | ??/??/????             | ?                            |         |                          |       |
| Vitória   | 7-0     | oponente desconhecido                         | ? | Evento Independente                                                         | ??/??/????             | ?                            |         |                          |       |
| Vitória   | 6-0     | oponente desconhecido                         | ? | Evento Independente                                                         | ??/??/????             | ?                            |         |                          |       |
| Vitória   | 5-0     | oponente desconhecido                         | ? | Evento Independente                                                         | ??/??/????             | ?                            |         |                          |       |
| Vitória   | 4-0     | Fidelão                                       | KO | Evento Independente Ginásio Paulo Sarasete                                  | 13/03/1978             | 1                            |         |                          |       |
| Vitória   | 3-0     | Valdecir Luz                                  | TKO (Finalização no chão) | Evento Independente Canoas- RGS                                             | ??/??/1987             | 6                            |         |                          |       |
| Vitória   | 2-0     | "Mestre Sapo"                                 | KO (Deslocamento do ombro) | Evento Independente Quartel do Exército - São Luiz - Ma                     | 07/09/????             | 1                            |         |                          |       |
| Vitória   | 1-0     | Tamiarana                                     | TKO (Tapas) | Evento Independente                                                         | ??/??/????             | ?                            |         |                          |       |